# Rezerwat przyrody Jezioro Czarnówek
Rezerwat przyrody „Jezioro Czarnówek” – rezerwat wodny o powierzchni 11,88 ha, utworzony 12 lipca 1974, w województwie zachodniopomorskim, w powiecie drawskim, w gminie Złocieniec, 4,5 km na północ od Złocieńca, po wschodniej stronie drogi do Siecina i Cieszyna. Obszar rezerwatu jest objęty ochroną ścisłą.
Rezerwatem jest śródleśne jezioro lobeliowe Czarnówek (Czarne Duże), położone w zagłębieniu rynny subglacjalnej, uchodzącej do doliny rzeki Gronówki, w Drawskim Parku Krajobrazowym, na Obszarze Chronionego Krajobrazu „Pojezierze Drawskie” oraz na terenie obszaru specjalnej ochrony ptaków (OSO) Natura 2000 Ostoja Drawska (PLB 320019).
Celem ochrony jest zachowanie krajobrazu o wysokich walorach, oraz przede wszystkim gatunków reliktowych roślin chronionych, takich jak: lobelia jeziorna (Lobelia dortmanna), poryblin jeziorny (Isoëtes lacustris), brzeżyca jednokwiatowa (Litorella uniflora).
Od południa i wschodu rezerwat obchodzi znakowany zielony turystyczny Szlak Wzniesień Moreny Czołowej ze Złocieńca do Cieszyna.
0,7 km na północny wschód rezerwat przyrody „Torfowisko nad Jeziorem Morzysław Mały” (dojście tym samym zielonym Szlakiem Wzniesień Moreny Czołowej ze Złocieńca do Cieszyna).